# Wladimer Chintschegaschwili
Wladimer Chintschegaschwili (georgisch ვლადიმერ ხინჩეგაშვილი; englisch Vladimer Khinchegashvili; * 18. April 1991 in Gori, Innerkartlien, Republik Georgien) ist ein georgischer Ringer. Er wurde 2012 bei den Olympischen Spielen 2012 in London Gewinner der Silbermedaille im freien Stil im Bantamgewicht und gewann 2016 in Rio de Janeiro im gleichen Stil die Goldmedaille. 2014 wurde er Europameister und 2015 Weltmeister, jeweils in der Gewichtsklasse bis 57 kg Körpergewicht.

## Werdegang
Wladimir Chintschegaschwili begann im Jahre 2000 in Gori mit dem Ringen. Er ist Mitglied des Sportclub Dinamo Gori und wurde zu Beginn seiner Laufbahn von seinem Vater Arkadi Chintschegaschwili trainiert. Seit 2001 übernahm Nusgar Schireli sein Training. Er ringt nur im freien Stil. Zurzeit ist er Student und Ringer.
Er war schon als Juniorenringer sehr erfolgreich. Im Jahre 2007 nahm er erstmals an einer internationalen Meisterschaft teil und belegte bei der Junioren-Weltmeisterschaft (Cadets) in Warschau in der  Gewichtsklasse bis 50 kg Körpergewicht den 3. Platz. Im Jahre 2008 gewann er dann gleich zwei Junioren-Europameistertitel. Zunächst in Daugavpils in der Altersgruppe der Cadets in der Gewichtsklasse bis 54 kg Körpergewicht und danach in Košice in der Altersgruppe Juniors in der Gewichtsklasse bis 50 kg Körpergewicht. Außerdem belegte er im Jahre 2008 bei der Junioren-Weltmeisterschaft (Juniors) in Istanbul in der Gewichtsklasse bis 50 kg Körpergewicht hinter Ahmet Peker, Türkei und Michail Iwanow, Russland, den 3. Platz.
Im Jahre 2009 erzielte er bei den internationalen Juniorenmeisterschaften etwas schwächere Ergebnisse und musste im Jahre 2010 erfahren, dass es für einen jungen Ringer schwer ist, gleich auf Anhieb bei den Senioren Erfolg zu haben. Er wurde nämlich vom georgischen Ringerverband bei der Europameisterschaft in Baku eingesetzt und verlor dort nach einem Sieg über Krasimir Krastanow aus dem Vereinigten Königreich gegen Wiktor Lebedew aus Russland, schied aus und kam nur auf den 9. Platz. Danach schnitt er aber bei den internationalen Juniorenmeisterschaften des Jahres 2010 noch einmal sehr erfolgreich ab. Bei der Junioren-Europameisterschaft (Juniors) in Samokow/Bulgarien kam er im Bantamgewicht hinter Toğrul Əsgərov aus Aserbaidschan auf den 2. Platz und bei der Junioren-Weltmeisterschaft (Juniors) in Budapest gelang es ihm dann im Finale des Bantamgewichts Toğrul Əsgərov zu besiegen und damit Junioren-Weltmeister zu werden.
Das Jahr 2011 begann für Wladimir Chintschegaschwili mit einem Sieg beim internationalen Turnier in Istanbul (Yasar-Dogu-Memorial), wo er im Finale den ehemaligen Weltmeister Radoslaw Welikow aus Bulgarien besiegte. Auch bei der Europameisterschaft 2011 in Dortmund rang er sehr erfolgreich und kam im Bantamgewicht zu Siegen über Florian Rexha aus Albanien, Urs Wild aus der Schweiz und den Titelverteidiger Machmud Magomedow aus Aserbaidschan. Im Finale verlor er aber ziemlich klar (0:2 Runden u. 4:10 Punkte) gegen Dschamal Otarsultanow aus Russland und wurde damit Vize-Europameister. Im gleichen Jahr wurde er in Zrenjanin bzw. in Bukarest auch noch Junioren-Europameister und Junioren-Weltmeister. Bei der Weltmeisterschaft der Senioren in Istanbul verlor er nach drei gewonnenen Kämpfen gegen Radoslaw Welikow aus Bulgarien und in der Trostrunde auch gegen Hassan Rahimi aus dem Iran und kam so auf den 7. Platz.
Im April 2012 gelang es Wladimir Chintschegaschwili sich in Sofia durch einen Turniersieg für die Teilnahme an den Olympischen Spielen in London zu qualifizieren. In London war er in sehr guter Form und besiegte Ibrahim Farag Abdelhaldin Mohamed aus Ägypten, Radoslaw Welikow, Amir Kumar Amit Kumar, Indien und Shin’ichi Yumoto aus Japan. Er stand damit im Finale gegen Dschamal Otarsultanow aus Russland, gegen den er allerdings nach Punkten verlor. Der Gewinn der olympischen Silbermedaille ist aber der größte Erfolg in seiner bisherigen Laufbahn.
2013 wechselte Wladimir Chintschegaschwili in die nächsthöhere Gewichtsklasse, das Federgewicht. In dieser Gewichtsklasse gewann er im März 2013 bei der Europameisterschaft in Tiflis mit Siegen über Alexei Baskalow, Estland, Hadschi Aliew, Aserbaidschan, einer Niederlage gegen Opan Sat, Russland und einem Sieg über Münir Recep Aktas, Türkei, eine Bronzemedaille. Er war auch bei der Weltmeisterschaft dieses Jahres in Budapest im Federgewicht am Start. Er siegte dort über Abel Gerald Herrera Pastor aus Peru und Lee Seung-chul aus Südkorea, unterlag aber in seinem dritten Kampf gegen Enchsaichany Njam-Otschir aus der Mongolei. Da dieser das Finale nicht erreichte, schied er aus und kam nur auf den 10. Platz.
2014 war er bei der Europameisterschaft in Vantaa/Finnland in der neuen Gewichtsklasse bis 57 kg am Start. Er war dort in hervorragender Form und sicherte sich mit Siegen über Georgi Wangelow, Bulgarien, Zohair El Quarragqe, Frankreich, Rustam Ampar, Russland und Ghenadie Tulbea, Monaco erstmals den Europameistertitel. Auch bei der Weltmeisterschaft dieses Jahres in Taschkent war er in hervorragender Form. Er siegte dort in der gleichen Gewichtsklasse über Andres Quispe Fayardo aus Chile, Achmedrabi Gwarsatilow aus Aserbaidschan, Wladislaw Andrejew aus Weißrussland und Bechbayar Erdenebat aus der Mongolei. Damit stand er im Finale, in dem er auf den Nordkoreaner Yang Kyong-il traf und gegen den er knapp mit 3:5 Wertungspunkten verlor. Er wurde damit Vize-Weltmeister.
Bei der Weltmeisterschaft im September 2015 in Las Vegas gelang Wladimir Chintschegaschwili dann verdientermaßen endlich der Gewinn des Weltmeistertitels. Dazu besiegte er Salvatore Mannino aus Italien, Georgi Wangelow aus Bulgarien, Artas Sanaa aus Kasachstan, Bechbayar Erdenebat und Hassan Rahimi aus dem Iran.
Bei der Europameisterschaft 2016 in Riga startete er in der Gewichtsklasse bis 61 kg. Er fand sich in dieser Gewichtsklasse auf Anhieb zurecht und holte sich mit Siegen über Jasin Redjalari, Mazedonien, Wolodimir Franguljan, Armenien, Hadschi Aliew, Aserbaidschan und Georgi Kalijew, Weißrussland den Titel. Bei den Olympischen Spielen dieses Jahres in Rio de Janeiro ging er wieder in die Gewichtsklasse bis 57 kg zurück. Er war auch in Rio nicht zu schlagen und wurde mit Siegen über Nurislam Sanajew, Kasachstan, Hadschi Aliew, Wladimir Dubow, Bulgarien und Rei Higuchi, Japan Olympiasieger.
2017 wechselte er dann endgültig in die Gewichtsklasse bis 61 kg. Im Mai 2017 wurde er in Novi Sad in dieser Gewichtsklasse erneut Europameister. Im Finale kam er dabei zu einem Sieg über Achmed Tschakijew, Russland. Bei der Weltmeisterschaft dieses Jahres in Paris verlor er nach zwei gewonnenen Kämpfen gegen Gadschimurad Raschidow aus Russland, konnte sich danach aber in der Trostrunde mit Siegen über Logan Stieber aus den Vereinigten Staaten und Cengizhan Erdoğan aus der Türkei noch eine Bronzemedaille sichern.
2018 und 2019 war Wladimir Chintschegaschwili in der Gewichtsklasse bis 65 kg nicht mehr ganz so erfolgreich, wie in den Jahren zuvor in niedrigeren Gewichtsklassen.

## Internationale Erfolge
| Jahr | Platz  | Wettbewerb                                       | Gewichtsklasse | Ergebnis |
| 2007 | 3.     | Junioren-EM (Cadets) in Warschau                 | bis 50 kg      | hinter Rasul Maschesow, Russland u. Arsen Yediharow, Ukraine |
| 2008 | 2.     | Intern. "Freidenfels"-Juniorenturnier in Riga    | bis 50 kg      | hinter Anatoli Dschordschiew, Ukraine |
| 2008 | 1.     | Junioren-EM (Cadets) in Daugavpils               | bis 54 kg      | vor Hadschi Aliew, Aserbaidschan u. Nazari Kulchitsew, Ukraine |
| 2008 | 1.     | Junioren-eM (Juniors) in Košice                  | bis 50 kg      | vor Iljas Bekbulatow, Russland, Chanlar Schiralijew, Aserbaidschan u. Ahmet Peker, Türkei |
| 2008 | 3.     | Junioren-WM (Juniors) in Istanbul                | bis 50 kg      | hinter Ahmet Peker u. Michail Iwanow, Russland |
| 2009 | 7.     | Junioren-EM (Juniors) in Tiflis                  | Bantam         | Sieger: Dagschi Saipudinow, Russland vor Nikolai Aiwasjan, Ukraine |
| 2009 | 5.     | Junioren-WM (Juniors) in Ankara                  | Bantam         | hinter Hassan Rahimi, Iran, Rahul Balasaheb Aware, Indien, Michail Iwanow u. Yasar Aliew, Aserbaidschan |
| 2010 | 9.     | EM in Baku                                       | Bantam         | nach einem Sieg über Krasimir Krastanow, Vereinigtes Königreich u. einer Niederlage gegen Wiktor Lebedew, Russland                                                                                             |
| 2010 | 2.     | Junioren-EM (Juniors) in Samokow/Bulgarien       | Bantam         | hinter Toğrul Əsgərov, Aserbaidschan, vor Krum Tschutschurow, Bulgarien u. Rustam Ampar, Russland |
| 2010 | 1.     | Junioren-WM (Juniors) in Budapest                | Bantam         | nach Siegen über Jozsef Molnar, Ungarn, Behnam Ehsanpour, Iran, Igor Chavaldsi, Ukraine, Rasul Maschesow u. Toğrul Əsgərov                                                                                     |
| 2011 | 1.     | Yasar-Dogu-Memorial in Istanbul                  | Bantam         | vor Radoslaw Welikow, Bulgarien, Michail Osip, Russland u. Mihran Jaburjan, Armenien |
| 2011 | 2.     | EM in Dortmund                                   | Bantam         | nach Siegen über Florian Rexha, Albanien, Urs Wild, Schweiz u. Machmud Magomedow, Aserbaidschan u. einer Niederlage gegen Dschamal Otarsultanow, Russland                                                      |
| 2011 | 1.     | Junioren-EM in Zrenjanin                         | Bantam         | vor Arsen Kuramagomedow, Russland und Garib Alijew, Aserbaidschan |
| 2011 | 1.     | Junioren-WM in Bukarest                          | Bantam         | vor Rasul Kalijew, Kasachstan und Witali Hurskyy, Ukraine |
| 2011 | 7.     | WM in Istanbul                                   | Bantam         | nach Siegen über Fernando Paredas Rojas, Venezuela, Qi Mude, China und Naatste Sem Shilimela, Namibia und Niederlagen gegen Radoslaw Welikow und Hassan Rahimi, Iran                                           |
| 2011 | 5.     | Moscow Lights                                    | Feder          | hinter Rasul Murtasalijew und Opan Sat, beide Russland, Toğrul Əsgərov, Aserbaidschan und Wladimir Dubow, Bulgarien                                                                                            |
| 2012 | 1.     | Intern. Turnier in Kiew                          | Bantam         | vor Arsen Kuramagomedow, Yasar Alijew, Aserbaidschan und Nikolai Aiwasjan, Ukraine |
| 2012 | 1.     | Olympia-Qualif.-Turnier in Sofia                 | Bantam         | vor Ahmet Peker, Türkei, Andrei Dukow, Rumänien und Granciso Javier Sanchez Parra, Spanien |
| 2012 | Silber | OS in London                                     | Bantam         | nach Siegen über Ibrahim Farag Abdelhaldin Mohamed, Ägypten, Radoslaw Welikow, Amit Kumar, Indien und Shin’ichi Yumoto, Japan und einer Niederlage gegen Dschamal Otarsultanow, Russland                       |
| 2013 | 1.     | "Yasar-Dogu"-Memorial in Ankara                  | Feder          | vor Enchsaichany Njam-Otschir, Mongolei, Andrei Bekreneg, Russland und Haji Aliejew, Aserbaidschan |
| 2013 | 3.     | EM in Tiflis                                     | Feder          | nach Siegen über Alexei Baskalow, Estland und Hacı Əliyev, einer Niederlage gegen Opan Sat, Russland und einem Sieg über Münir Recep Aktas, Türkei                                                             |
| 2013 | 1.     | Golden-Grand-Prix in Sassari                     | Feder          | vor Franklin Gómez Matos, Puerto Rico, Giorgi Edischeraschwili, Georgien und Erkan Bakir, Türkei |
| 2013 | 3.     | "Stepan-Sargisjan"-Memorial in Vanadzor/Armenien | Feder          | hinter Aschot Terterjan, Armenien und Bessik Kuduchow, Russland, gemeinsam mit Basar Basargurujew, Kirgisistan                                                                                                 |
| 2013 | 10.    | WM in Budapest                                   | Feder          | nach Siegen über Abel Gerald Herrera Pastor, Peru und Lee Seung-chul, Südkorea und einer Niederlage gegen Enchsaichany Njam-Otschir, Mongolei                                                                  |
| 2013 | 7.     | Intern. D.A.-Kunajew-Turnier in Taras/Kasachstan | Feder          | Sieger: Wiktor Lebedew, Russland vor Ruslan Seksenbajew, Kasachstan |
| 2013 | 3.     | Golden-Grand-Prix in Baku                        | Feder          | hinter Achmednabi Gwarsatilow und Hacı Əliyev, beide Aserbaidschan, gemeinsam mit James Kennedy, USA |
| 2014 | 14.    | Takhti-Cup in Teheran                            | bis 61 kg      | Sieger: Daulet Nijasbekow, Kasachstan vor Wassyl Fedoryschyn, Ukraine |
| 2014 | 1.     | EM in Vantaa/Finnland                            | bis 57 kg      | nach Siegen über Georgi Wangelow, Bulgarien, Zohair El Quarragqe, Frankreich, Rustam Ampar, Russland und Ghenadie Tulbea, Monaco                                                                               |
| 2014 | 1.     | Golden-Grand-Prix in Baku                        | bis 57 kg      | vor Achmednabi Gwasratilow, Yaschar Alijew und Machmud Magomedow, alle Aserbaidschan |
| 2014 | 2.     | WM in Taschkent                                  | bis 57 kg      | nach Siegen über Andres Quispe Fajardo, Chile, Achmedrabi Gwasratilow, Wladislaw Andrejew, Weißrusslandb und Bechbayar Erdenebat, Mongolei und einer Niederlage gegen Yang Kyong-il, Nordkorea                 |
| 2015 | 3.     | "Alexander-Medwed"-Preis in Minsk                | bis 61 kg      | hinter Wolodja Frangulijan, Armenien und Bechan Goigerejew, Russland |
| 2015 | 1.     | "Stepan-Sarkisjan"-Turnier in Erewan             | bis 57 kg      | vor Kuresh-ool Donduk-Ool, Russland |
| 2015 | 1.     | WM in Las Vegas                                  | bis 57 kg      | nach Siegen über Salvatore Mannino, Italien, Georgi Wangelow, Bulgarien, Artas Sanaa, Kasachstan, Bechbayar Erdenebat und Hassan Rahimi, Iran                                                                  |
| 2016 | 3.     | "Alexander-Medwed"-Preis in Minsk                | bis 61 kg      | hinter Georgi Kalijew, Weißrussland und Bechan Goigerejew |
| 2016 | 1.     | EM in Riga                                       | bis 61 kg      | nach Siegen über Jasin Redjalari, Mazedonien, Wolodja Frangulijan, Armenien, Hadschi Aliew, Aserbaidschan und Georgi Kalijew, Weißrussland                                                                     |
| 2016 | Gold   | OS in Rio de Janeiro                             | bis 57 kg      | nach Siegen über Nurislam Sanajew, Kasachstan, Hadschi Aliew, Wladimir Dubow, Bulgarien und Rei Higuchi, Japan                                                                                                 |
| 2017 | 1.     | EM in Novi Sad                                   | bis 61 kg      | nach Siegen über Andrei Perpeliță, Moldawien, Achmednabi Gwarsatilov, Aserbaidschan, Petro Bleichuk, Ukraine und Achmed Tschakijew                                                                             |
| 2017 | 3.     | WM in Paris                                      | bis 61 kg      | nach Siegen über Christian Nicolescu, Rumänien und Tuvshintulga Tumenbileg, Mongolei, einer Niederlage gegen Gadschimurad Raschidow, Russland und Siegen über Logan Stieber, USA und Cengizhan Erdoğan, Türkei |
| 2018 | 3.     | EM in Kaspiisk                                   | bis 65 kg      | nach einem Sieg über Wolodja Frangulijan, Armenien, einer Niederlage gegen Iljas Bekbulatow, Russland und Siegen über Andrei Perpelita, Moldawien und Krzysztof Bienkowski, Polen                              |
| 2018 | 11.    | WM in Budapest                                   | bis 65 kg      | nach Siegen über Amirhossein Azun Maghsoudi, Iran und Selahattin Kilicsallyan, Türkei und einer Niederlage gegen Achmed Tschakajew, Russland                                                                   |
| 2019 | 9.     | EM in Bukarest                                   | bis 65 kg      | nach einem Sieg über Daniel Chomanic, Slowakei und einer Niederlage gegen Nachin Kuular, Russland |
| 2019 | 2.     | Europaspiele in Minsk                            | bis 65 kg      | nach Siegen über Andrei Perpelita und Achmed Tschakajew und einer Niederlage gegen Hadschi Alijew, Aserbaidschan                                                                                               |
| 2019 | 22.    | WM in Nur-Sultan                                 | bis 65 kg      | nach einem Sieg über Yun Junsik, Südkorea und einer Niederlage gegen Ismail Muszukajew, Ungarn |

Erläuterungen
- alle Wettkämpfe im freien Stil
- OS = Olympische Spiele, WM = Weltmeisterschaft, EM = Europameisterschaft
- Bantamgewicht, Gewichtsklasse bis 55 kg, Federgewicht, bis 60 kg Körpergewicht (bis 31. Dezember 2013); seit 1. Januar 2014 gilt eine neue Gewichtsklasseneinteilung durch den Ringer-Weltverband FILA